# Янтышево
Янтышево (баш. Йәнтеш) — деревня в Хайбуллинском районе Башкортостана, входит в Антинганский сельсовет. С 2018 года в Янтышево, в санатории "Сакмар" ежегодно проходит межрегиональный турнир по шахматам среди детей и взрослых "Лето на Сакмаре"

## Географическое положение
Расстояние до:
- районного центра (Акъяр): 36 км,
- центра сельсовета (Антинган): 12 км,
- ближайшей ж/д станции (Сара): 92 км.

Находится на левом берегу реки Сакмары.

## Население
| 2002 | 2010 |
| ---- | ---- |
| 496  | ↘489 |

Национальный состав
Согласно переписи 2002 года, преобладающая национальность — башкиры (100 %).

## Инфраструктура
Республиканский санаторий для детей с родителями «Сакмар».

## Религия
В селе есть мечеть.

## Известные уроженцы, жители
- Муталов, Гайнетдин Хайретдинович (18 декабря 1929 года — 1 июня 2011 года) — дирижёр, заслуженный деятель искусств Российской Федерации, народный артист БАССР (1969).